# Мелисса (лунный кратер)
Кратер Мелисса (лат. Melissa) — небольшой ударный кратер в экваториальной области обратной стороны Луны. Название присвоено по греческому женскому имени и утверждено Международным астрономическим союзом в 1979 г.

## Описание кратера

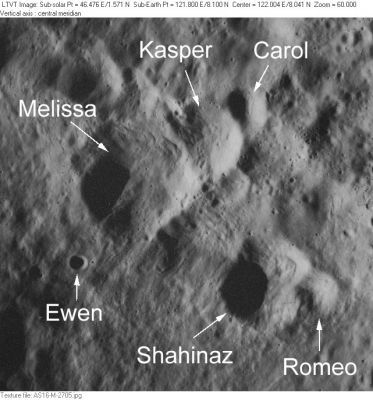
Снимок c борта Аполлон-16.

Кратер Мелисса находится на северной части вала кратера Ибн Фирнас. Кроме него ряд небольших кратеров в пределах чаши кратера Ибн Фирнас и его вала получили собственные имена — это кратеры Каспер, Кэрол, Эвен, Ромео и Шахиназ.
Другими ближайшими соседями кратера Мелисса являются кратер Оствальд на севере; кратер Рехт на северо-востоке; кратер Морозов на юго-востоке и кратер Кинг на юго-западе. Также на юго-западе от кратера Мелисса, в пределах кратера Кинг, находятся пики Дилипа, Андре, Ардешир, Дитера и Ганау. Селенографические координаты центра кратера 8°07′ с. ш. 121°47′ в. д. / 8,12° с. ш. 121,78° в. д., диаметр 17,2 км, глубина 1,7 км.
Кратер Мелисса имеет близкую к циркулярную форму, его восточная часть перекрывает кратер Каспер. Вместе с кратерами Каспер и Кэрол, Мелисса образует цепочку кратеров. Высота вала над окружающей местностью достигает 750 м. Дно чаши сравнительно ровное, без приметных структур.

## Сателлитные кратеры
Отсутствуют.